# Christ en croix (Bronzino)
Pour les articles homonymes, voir Christ en croix.
Christ en croix – ou Crucifixion – est un tableau réalisé vers 1540 par le peintre italien Bronzino. Cette peinture à l'huile sur panneau de bois de format vertical est une peinture chrétienne qui représente le Christ crucifié. Commandée par Bartolomeo Panciantichi pour le maître-autel de sa chapelle privée, l'œuvre est conservée depuis 1879 au musée des Beaux-Arts de Nice, à Nice, dans les Alpes-Maritimes. Elle est considérée comme étant de la main de Fra Bartolomeo jusqu'en 2005, quand une intervention de Philippe Costamagna et Carlo Falciani l'attribue à son véritable créateur.